# 太田プロダクション
株式会社太田プロダクション（おおたプロダクション、英: OHTA PRODUCTION Inc.、通称：太田プロ）は、日本の東京都新宿区に本社を構える芸能プロダクション。日本音楽事業者協会（音事協）正会員。

## 概要

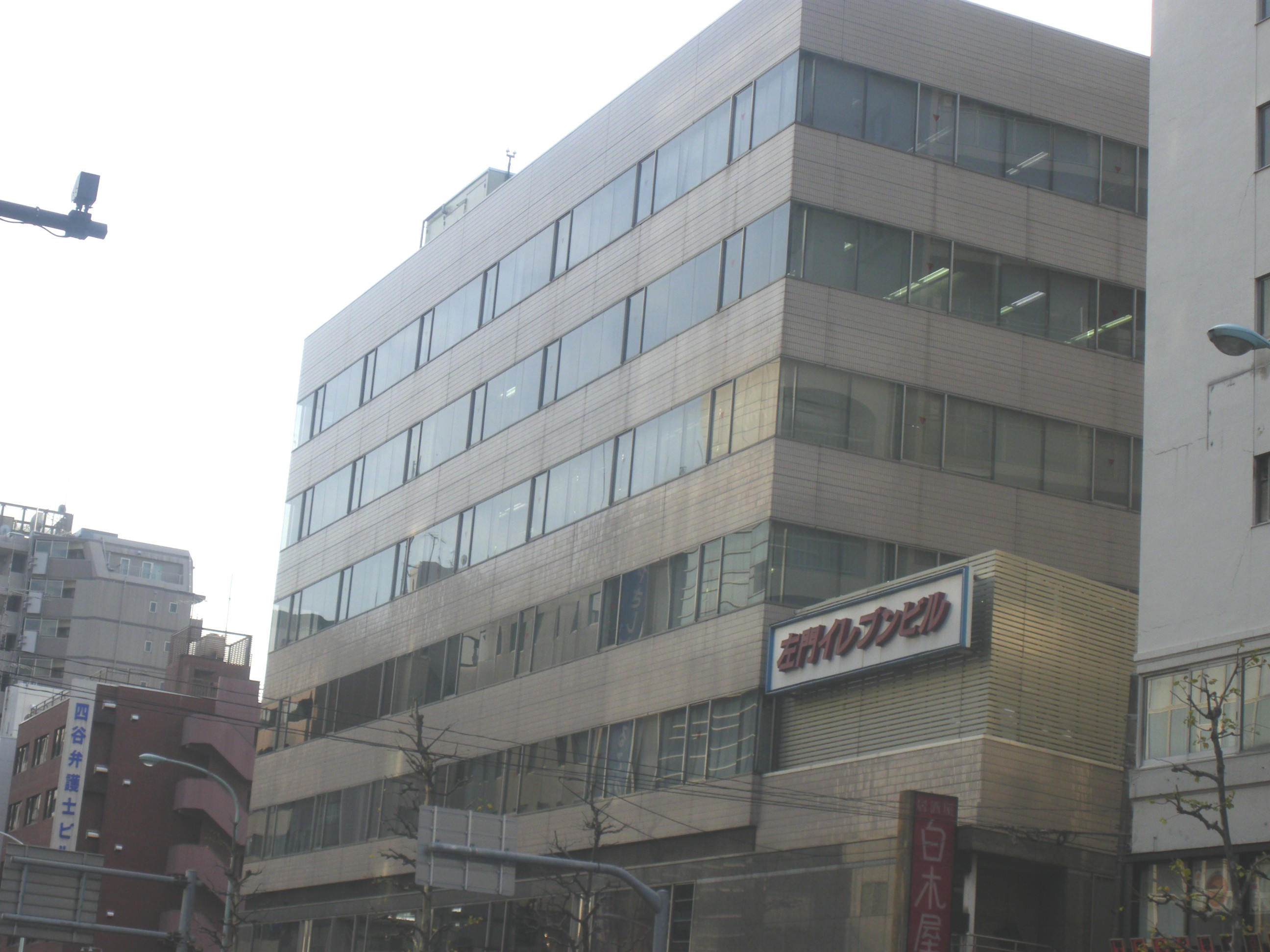
かつて本社が入っていた「左門イレブンビル」。（東京都新宿区左門町）四谷三丁目駅近くに所在。2009年9月、近所のビル内に移転。

1963年7月20日、新宿松竹文化演芸場の支配人から転身した磯野勉が設立した。磯野は高齢となったこともあり会長に退き、民放テレビ局勤務の経験がある息子の太が社長職を引き継いだ。太の母で、勉の妻の磯野（旧姓：太田）泰子が副社長を務める。
関東では老舗のお笑いタレント事務所である。創設以来、数々のお笑いタレントを輩出している事でも知られていた。
1960年代初期のトリオコント・ブームでは、てんぷくトリオやナンセンストリオ、トリオ・スカイライン、ギャグメッセンジャーズを輩出していった。1970年代末期の第一次ものまねブームでは、はたけんじ、若人あきら（現・我修院達也）や当時コミックバンドとして活動していた殿さまキングスを輩出した。
1980年代の漫才ブーム以降は、『オレたちひょうきん族』に出演したツービート（ビートたけし・ビートきよし）や片岡鶴太郎、山田邦子らを次々と世に送り出した。
高島礼子、斉藤慶子ら俳優・女優陣も多数在籍している。
1980年代には、たけしや鶴太郎、山田らといった当時のテレビ界には必要不可欠だったタレントを数多く抱えていたことから、「泣く子も黙る太田プロ」と称され、在京キー局においては吉本興業以上に強い影響力を持っていたが、1988年にたけしをはじめとしたたけし軍団らが独立してオフィス北野を設立したことや、鶴太郎が俳優や芸術に方向性をシフトしたことにより一時の影響力は影を潜めている。その後も、所属タレントの独立・移籍・解散などが繰り返されながらも、一線で活動する数多くの有名俳優やタレントを抱えている。
1990年代以降はダチョウ倶楽部、松村邦洋、有吉弘行、劇団ひとりといったお笑いタレントを輩出しており主にピン芸人が活躍する傾向にある。なお、笑福亭笑瓶ら落語家も在籍している。
2000年代後半以降はAKB48グループの大島優子、前田敦子、小野恵令奈、指原莉乃、北原里英、野呂佳代、横山由依、入山杏奈、中井りかがグループ在籍中にoffice48やAKSから移籍している。また、プロボクサーのライセンスを取得した鶴太郎の縁で、元プロボクシング世界王者のマネジメントも手掛けている。
1990年代からあった太田プロセミナーを改組・発展する形で2009年に東京にタレント養成スクール（太田プロエンタテイメント学院）を開設。2012年に名古屋、2015年には福岡、2016年には札幌にも開設した。それに伴い名古屋・福岡・札幌に地方事務所を設け、ローカルタレントを抱えるようになった。なお福岡及び札幌事務所は直営ではなく、地元の番組制作会社が業務代行を受託して運営している。
所属タレントの報酬（ギャラ）は以前は出来高ではなく給料制だった。現在は社長から現金で手渡しというシステムを採っている。

## 所属タレント

### あ行

#### あ
- アイデンティティ（田島直弥、見浦彰彦）
- 青井春
- 青色1号（カミムラ、榎本淳、仮屋そうめん）
- 赤プル
- アホロートル（林廉、安田遥香）
- 彩輝なお
- 荒澤守
- 有吉弘行（元・猿岩石）
- アルコ&ピース（平子祐希、酒井健太）
- アンバランス黒川

#### い
- 飯田基祐
- 生田絵梨花（元・乃木坂46）
- 石井智也
- 磯部さちよ
- 今井竜太郎
- 入山杏奈（元・AKB48）
- 岩ちゃん
- インスタントジョンソン（じゃい、スギ。、ゆうぞう）

#### う
- ヴァンビ（元・ヴァンゆん）
- 内海誠子

#### お
- 大川優羽
- 大島優子（元AKB48・Not yet）
- 大田路
- 太田唯
- 大西けんけん
- 大矢剛康（元・NAKED BOYZ）
- 岡菜々子
- 小川のブンちゃん
- 小野哲平

### か行

#### か
- 賀川黒之助（元・幕末塾）
- かがわの水割
- 筧礼
- 火災報知器（小林知之、高松信太郎）
- 片岡鶴太郎
- かねさだ雪緒
- 川田利明
- 神奈月

#### き
- 北澤優駿
- 北原里英（元NGT48・元AKB48・元SKE48・Not yet）
- 北林明日香

#### く
- 具志堅用高
- 國島直希
- 窪真理チャカローズ
- 栗山英宜
- ぐりんぴーす（牧野大祐、落合隆治）
- 群青団地（横颯太、福田智哉）

#### け
- 劇団ひとり（元・スープレックス）

#### こ
- 小出浩祐
- こいでまほ（元・麦芽）
- 古賀シュウ
- こじらせハスキー（橋爪ヨウコ、ドイツみちこ）
- 鼓太郎（元・幕末塾）
- このみ
- コンピューター宇宙（はっしーはっぴー、ブティックあゆみ）
- 小林まり枝
- 小向なる

### さ行

#### さ
- サイクロンZ
- 斉藤慶子
- 坂井きのこ
- 坂口千晴
- 指原莉乃（元HKT48・元AKB48・元STU48・Not yet）
- さすらいラビー（宇野慎太郎、中田和伸）
- 佐藤弘道 ※業務提携（オーツースリー所属）
- サノライブ
- サブロクそうすけ
- サルベース（松山弘樹、折田智久、ともやっぷ）
- 36号線（ササキサキ、大田黒ヒロタカ）
- 三遊亭楽麻呂

#### し
- シイナ（三浦一馬、森岡啓介）
- 下村未空
- 丈
- 白石さおり
- しらすのこうげき!（糟谷僚一、ひより）
- 神宮寺しし丸/お花くん

#### す
- 鈴木志遠
- 須藤公一
- ストレッチーズ（高木貫太、福島敏貴）
- スマイリーキクチ

#### せ
- 関口まい
- センチネル（トミサット、大誠）

#### そ
- 園部琴子
- それもまた一興

### た行

#### た
- ダーリンハニー（長嶋トモヒコ、吉川正洋）
- タイムマシーン3号（山本浩司、関太）
- 大門与作
- 高木勝也
- 高島礼子（2011年12月1日 - 2013年7月20日はエイベックス・マネジメント所属で、業務提携扱い）
- 髙瀬隆吉
- 高田千尋（元・ばーん）
- 竹内穂織
- 竹本聡子
- ダチョウ倶楽部（寺門ジモン、肥後克広）
- 立川只四楼
- 田中学人
- 谷口布実
- 壇世理奈
- 檀れい

#### ち
- チャイム（赤プル、だんな松丘慎吾）

#### つ
- 土田晃之（元・U-turn）
- つるの剛士

#### て
- デンジャラス（ノッチ、安田和博）

#### と
- TOMOYA

### な行

#### な
- 内藤好美
- 中井りか（元NGT48）
- 永井美奈子
- 長岡尚彦（元・幕末塾）
- なかし（元・スペードの3）
- 中島大介
- 中村芝翫 ※業務提携（スプリングフィールド所属）
- 中村守里（ラストアイドルセカンドユニット「Love Cocchi」）
- 中村橋之助
- 納言（安部紀克、薄幸）
- ナジャ・グランディーバ
- 那須沙綾

#### ね
- 根岸大介

#### の
- 野澤亘伸（カメラマン）
- 信江勇
- 信川清順
- 野間慎平
- 野呂佳代（元AKB48・元SDN48）

### は行

#### は
- パーマ大佐
- 畑山隆則
- はっちゴーゴー!!
- ハナイチゴ（関谷友美、コンプライアンス小松崎）
- パニーニ木坂
- ハマノとヘンミ（濵野将大、逸見亮介）
- バンカラジオ（やねすけ、きいた）
- パンタグラフ（たくあんボーイ、鈴木メトロ）

#### ひ
- 彦摩呂（元・幕末塾）

#### ふ
- 風藤松原（風藤康二、松原義和）
- ぷぅ
- ブラックパイナーSOS（山野拓也、内藤正樹）
- FREE MONKEY（ 磯野大輔、けんたろう ）

#### へ
- ベル
- 辺見えみり

#### ほ
- ホシノユキ
- ボル姉さん
- 本日は晴天なり
- 梵天

### ま行

#### ま
- マシンガンズ（滝沢秀一、西堀亮）
- 街田しおん
- 松岡恵望子
- 松岡璃奈子
- 松崎克俊（元・やさしい雨）
- 松城凜
- 松村邦洋
- まとばゆう
- MAB
- まりんか

#### み
- 水沢駿
- 水島麻理奈
- 水谷雅子
- 南野巴那
- 宮下草薙（草薙航基、宮下兼史鷹）

#### む
- ムカイワンダーランド
- ムッシュ・ピエール
- むらせ（旧芸名：村瀬雄一）

#### め
- 芽夢ちさと

#### も
- モシモシ（まぐろ、いけ、あきちゃん）
- 森迫永依

### や行

#### や
- 柳原可奈子
- 矢端名結
- 山口綾子
- 山咲トオル
- ヤマザキモータース（元ノンキーズ・元くらげライダー）
- 山本康平

#### ゆ
- ゆん（元・ヴァンゆん）

#### よ
- 横山由依（元AKB48・元NMB48・Not yet）
- 義江和也
- 吉開湧気

### ら行

#### ら
- ライオンロック（長峰悠也、小林メイロ）

#### る
- るーるる

#### れ
- レッツゴーよしまさ

#### ろ
- 六六三六（柳沢太郎、柴田賢佑）
- ロックス
- ロングアイランド（松尾侑治、松原ゆい）

### わ行

#### わ
- ワールドヲーター
- 和賀勇介（元・トップリード）

## かつて所属していたタレント

### 男性
- 赤星朗
- 秋永和彦（元・スープレックス）
- 浅生雄也
- 東朋宏
- いけがみこう太
- 伊藤俊人（在籍中に死去）
- イノシマ全治6ヶ月（元・ドレミ倶楽部）
- 上島竜兵（ダチョウ倶楽部、在籍中に死去）
- 江頭2:50
- 我修院達也（当時は若人あきら）
- 加藤憲（元・世田谷フレンズ）
- 河崎良侑（元・L.A.F.U.）※よしもとクリエイティブエージェンシーへ移籍
- 川原ひろしふ
- キクチユウジ
- くじら（元・ゆうえんち）
- 工藤俊作
- 国守男
- 熊澤洋幸
- 栗林弘典（元・スペードの3）
- 小谷恭介
- 小谷昌太郎
- 小林すすむ（在籍中に死去）
- 小脇健次
- 佐々木雄一郎
- 佐藤峻（元・NAKED BOYZ）
- 笑福亭笑瓶（在籍中に死去）
- 白川安彦（元・ノンキーズ）
- 進藤学
- 新森大地 ※オフィス エルアール所属
- 末吉くん
- 菅田俊
- 鈴木アキノフ
- 関口ジョニーズ
- 武井ドンゲバビー（元・ヴィンテージ）
- 田上尚樹（元・NAKED BOYZ）
- 竹原慎二
- ちゃぼ
- 塚原賢二
- 対馬盛浩（元・U-turn）
- 渡嘉敷勝男
- ドトール富沢
- 鳥居孝行 ※サンミュージックプロダクションへ移籍
- 中川翔太
- 仲沢景（元・NAKED BOYZ）
- 南雲勇助
- 中条きよし
- 南部虎弾（元・ダチョウ倶楽部、現：電撃ネットワーク）
- 新妻悠太（元・トップリード、2018年2月6日付で契約解除）
- 新田純一
- 猫柳ロミオ
- 能見達也
- 野口卓磨 ※オフィス亜都夢所属
- 羽賀研二（当時は羽賀健二）
- 蓮見こてつ（元・ギャルズ）
- はたけんじ
- 畑俊樹
- 秦野浩孝
- 馬場雅夫
- 原宿ゴリラ ※オフィサーエージェント・バロックワークス所属
- 春一番
- 福島英絋
- 藤田晋也（元・ドレミ倶楽部）
- 古本新乃輔
- 別府武彦
- 前田政二
- マグナム北斗
- 三上大和
- 水谷樹
- みつまJAPAN'（当時は三津間小太郎）
- 三波豊和 ※青年座映画放送へ移籍
- 雅原慶
- 村上雄紀（元・NAKED BOYZ）
- 元木諒（元・NAKED BOYZ）
- 森脇和成（元・猿岩石）
- 山岸孝一郎（元・NAKED BOYZ）
- 山田智之
- 山田宗和
- 山本英治（元・アンバランス）
- 山本寛斎（在籍中に死去）
- 吉本純（元・やさしい雨）
- 米倉啓
- 渡航輝
- 元・幕末塾
  - 高杉新兵衛
  - 雅まさ彦
  - 浅川剣介
  - 榊原利彦
  - 沢井小次郎

### 女性
- 伊倉愛美（元・ももいろクローバー）
- 井澤明子
- 市川翔子
- 伊藤雅子
- 岩崎紀世
- 岩政久美子
- 太田光代（当時は松永光代）
- 大森麻里
- 岡野ゆかり（元・コントペコちゃん）
- おかもとまり
- 小野恵令奈（元・AKB48） ※レプロエンタテインメントへ移籍
- カイヤ ※スカイコーポレーションへ移籍
- 片平夏貴（当時は東きみよ）
- 桂木悠希
- 上谷沙弥
- 花耶 ※アース・スター エンターテイメントへ移籍
- 川島なお美（在籍中に死去）
- 川村ティナ
- 木島杏奈
- 久保いろは（モエヤン／当時は久保沙耶香）
- 車浮代
- 胡桃沢ひろこ
- 高坂友衣（元・ばーん）
- 小牧那凪
- 近藤姫子
- 笹木香利
- 杉浦琴乃
- 杉浦花菜
- 鈴木奈都（元麦芽・元世田谷フレンズ）
- 関根洋子
- 相馬ひろみ（現・藤本芝裕）
- 高木美也子
- 田中ひさみ
- 谷口真衣
- 喬喬
- 津乃村真子
- 中島啓江 ※業務提携（ピュアハーツ所属）
- 中江里香 ※東映俳優センターへ移籍
- 中村朝佳
- にしおかすみこ（当時は西岡すみこ）
- 橋本あかね
- 橋本夏果
- 畑中葉子
- 畠山綾野
- 馬場有加
- 肥後千暁
- 広川ひかる（上島竜兵夫人）
- 前田敦子（元・AKB48）
- 真白由春
- 増水亜由未
- 松崎由香
- 松葉祥子
- 丸本凛
- ミシェル
- 南あいこ
- 皆瀬まりか ※三木プロダクション所属
- 南美希子
- 森元芽依
- 山本麻貴
- 矢木沢まり
- 山崎玲子
- 山田邦子
- 若林志穂
- 渡辺めぐみ

### グループ
- あご&きんぞう
- アンバランス（解散）
- 市村・近藤
- ヴァンゆん（解散）
- ヴィンテージ（解散）
- 大川興業
- おきゃんぴー（解散）
- 鬼のパンツ
- おぼっちゃま（解散）
- おんなのこ
- ガキフランキー（解散）
- ガッチキール（解散）
- カメレオンブラザーズ
- ギャグメッセンジャーズ
- ギャルズ（解散）
- くらげライダー（解散）
- クロヤギ
- コロンボ
- 猿岩石（解散）
- 幸せのトナリ（解散）
- ジョウダンアオナナテンパイ（解散）
- 新宿カウボーイ
- スープレックス（解散）
- スペードの3（解散）
- 世田谷フレンズ（解散）
- センチメンタル
- 高橋小形
- たけし軍団 ※オフィス北野へ移籍
- ダ・ドゥーン
- Wクラッチ
- Wモアモア
- チャーリーカンパニー
- ツービート
- ツーツーレロレロ
- てんぷくトリオ
- 天明ブラウン
- 東京タイツ
- トップリード（解散）
- トリオ・スカイライン
- ドレミ倶楽部（解散）
- 泥まみれ
- ナナフシギ
- ナンセンストリオ
- 猫怪獣
- ネプチューン ※渡辺プロダクションへ移籍
- ノブナガ（解散）
- のみくい処
- ノンキーズ（解散）
- Barbie's
- ばーん（解散）
- 麦芽（解散）
- 爆笑問題 ※タイタンへ移籍
- 幕末塾（解散）
- パニーニ（解散）
- ヒップアップ
- ビビる ※渡辺プロダクションへ移籍
- 部長クラス
- ペニーレイン
- ポップコーン
- ポメラン
- マーガレット（解散）
- まじかるず（解散）
- みすも堂
- やさしい雨（解散）
- U-turn（解散）
- ライフライン（解散）
- 楽園さんさんすん
- LOVE40
- リンゴゴリラ

## かつて在籍した関係者
- 澤龍 - てんぷくトリオのマネジャーでサワズカンパニーの初代社長。
- 前村悟 - 太田プロダクションの元社員。第一プロダクションを経て、ノーリーズンの社長となる。
- 森昌行 - オフィス北野の社長。ビートたけしをマネージメント。